# Mozăceni
Mozăceni is een Roemeense gemeente in het district Argeș.
Mozăceni telt 2546 inwoners.